# Acoli
Acoli (en llatí Acholius) va ser magister admissionum durant el regnat de Valerià I (253-260).
Una de les seves obres es titulava Acta i contenia una història del regnat d'Aurelià en nou llibres com a mínim. També va escriure una altra obra amb la vida d'Alexandre Sever.